# Sadie Sink
Sadie Elizabeth Sink (Brenham, 16 de abril de 2002) é uma atriz norte-americana. É mais conhecida por interpretar Maxine "Max" Mayfield na série televisiva Stranger Things da Netflix. Ela também apareceu em episódios de Blue Bloods, The Americans e interpretou Ziggy Berman em Fear Street Part Two: 1978. Ela também estrelou o curta-metragem All Too Well: The Short Film de Taylor Swift, ao lado do também ator Dylan O'Brien. Atuou como Ellie em The whale, em Dear zoe interpretou Tess.

## Biografia
Sadie nasceu em Brenham, no Texas. Ela tem três irmãos mais velhos, Caleb, Spencer e Mitchell, e uma irmã mais nova, Jacey. Sadie era vegetariana mas Woody Harrelson (ator que trabalhou com ela em The Glass Castle) e sua família a inspiraram a se tornar vegana. Seu pai (Casey Sink) é um treinador de futebol americano e professor de matemática.

## Carreira

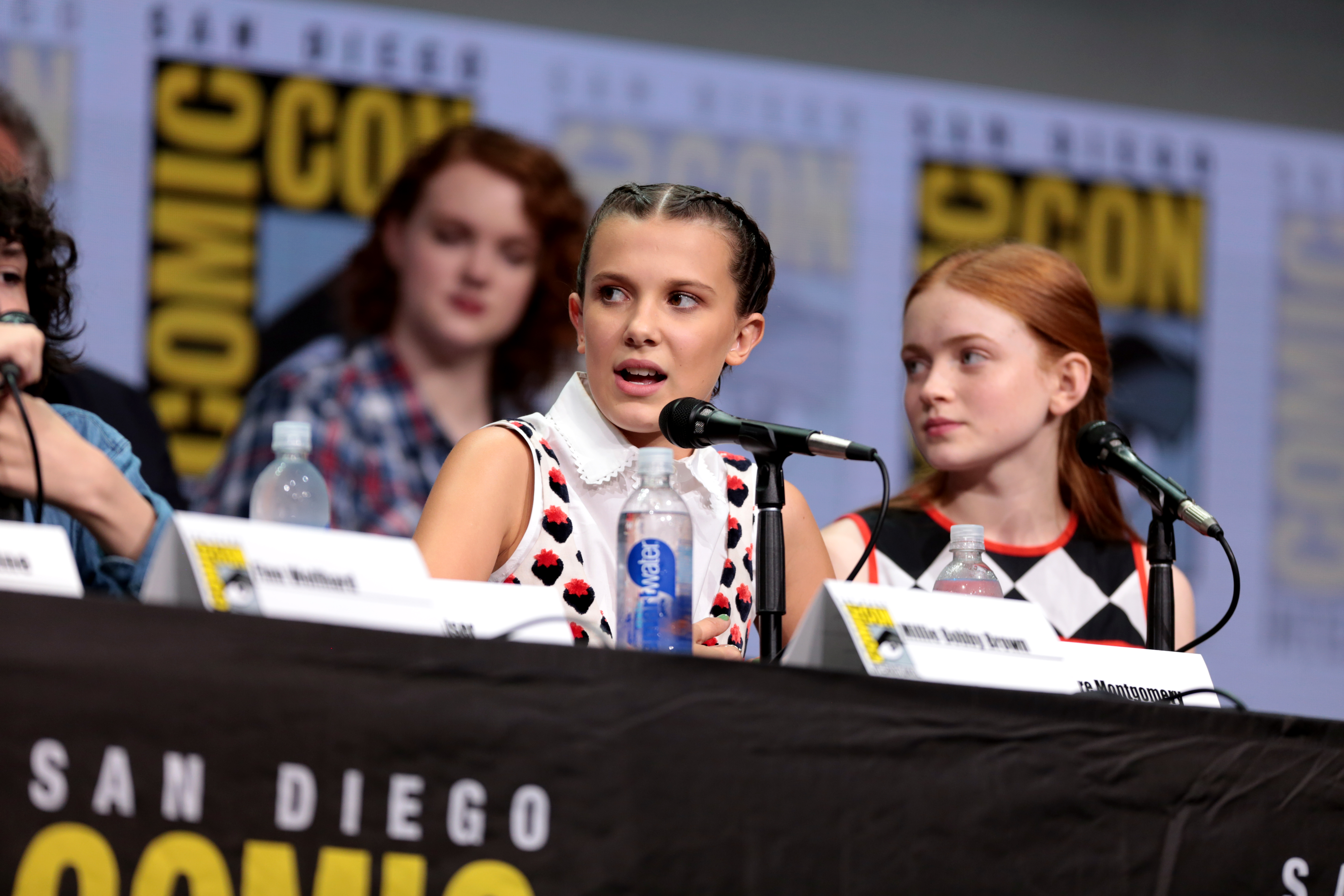
Sadie Sink ao lado de Millie Bobby Brown na San Diego Comic Con em 2017.

Devido à sua obsessão de recriar Disney's High School Musical com seu irmão, Mitchell, quando tinha sete anos, sua mãe (Lori Sink) decidiu mandá-la para aulas de teatro em um teatro comunitário, nas proximidades de Houston. Por sua vez, levou a uma audição da Broadway e um papel no avivamento de Annie em 2012. Ela teve que se preparar para o papel fazendo aulas de dança e fazendo treinamento vocal. Inicialmente, ela estava como suplente para todos os papeis das orfas (menos Molly e Tessie que são as mais novas) , até que a liderança original deixou, quando começou a alternar o papel-título por alguns meses, fechando o show como Duffy e suplente para Annie. Sadie inclusive chegou a participar e ser indicada junto a seu elenco para um "Tony" que é considerado o Oscar da Broadway. Na broadway Sadie também conheceu Caleb Mclaughlin e Gaten Mattarazo atores que anos depois se reencontraram nas gravações de Stranger Things.
Enquanto ainda estrelou a peça, ela apareceu na série vencedora do Emmy, The Americans.
Em 2015, ela coestrelou com Helen Mirren no The Audience play na Broadway, como a jovem rainha Elizabeth II (papel principal da peça). Ela também teve um pequeno papel em Chuck (2016).
Durante as filmagens de The Glass Castle, Sadie contracenou com Woody Harrelson e teve a oportunidade de conhecer a família do ator, especialmente sua filha Makani. Na época Sadie já era vegetariana, e então Harrelson e sua família a inspiraram a tornar-se vegana.
Em 2017, estrelou na segunda temporada de Stranger Things da Netflix no papel de Maxine "Max" Mayfield.
Em 18 de outubro de 2019, foi lançado na Netflix o filme de terror Eli, onde Sadie interpreta Haley.

### Relação com a moda
No final de 2017, poucos meses depois de ter estreado em Stranger Things, Sadie estrelou a campanha de fim de ano da grife italiana Miu Miu, juntamente com as atrizes Elle Fanning, Dakota Fanning, Chloe Sevigny e Julia Garner.
Foram divulgadas fotos de Sink, em fevereiro de 2018, para a nova campanha da Nike, a campanha fazia parte da divulgação do novo tênis da marca, o Nike Epic React. No começo de março saiu o comercial, que tinha a participação de Sink e de outros artista como, o ator Kevin Hart, o ex-jogador de basquete Kobe Bryant e a ginasta Simone Biles.
Em março de 2018, Sadie estreou nas passarelas da Semana de Moda de Paris, o début aconteceu no desfile da coleção de inverno 2018 da marca Undercover. A coleção tinha uma pegada bem esportiva com inspirações dos anos 80, ela usou três looks: um conjunto de moletom vermelho com um gorro da mesma cor, jaqueta bomber verde com calça branca e, para a fila final, capa de chuva. Sadie além de abrir a fila de modelos, chamou atenção do público e da mídia, já que, apesar de não ser proibido na França, não é usual a contratação de modelos menores de 16 anos para desfiles de moda adulta.
No dia 30 de junho, Sadie voltou as passarelas dessa vez e para o desfile Cruise 2019 da grife Miu Miu. A atriz mirim desfilou com vestido que mistura animal print, cristais e transparência. Nos meses seguintes Sadie marcou presença em outros desfiles de outras grifes como Chanel, Kate Spade, Prada.
Em janeiro de 2019. Sadie Sink ao lado das atrizes Kiki Layne e Julia Garner foram fotografadas pelas lentes do renomado Tim Walker, para a campanha Primavera-Verão 2019 da Kate Spade. Sink tem aparecido em varias revistas de moda, como L'Offiiel, Elle, Harper's Bazaar. Em julho de 2019, a atriz com apenas 17 anos ganhou sua primeira capa Vogue, edição portuguesa da revista.

## Filmografia

### Cinema
| Ano  | Título                       | Papel                    | Notas          |
| ---- | ---------------------------- | ------------------------ | -------------- |
| 2016 | Chuck                        | Kimberley                |                |
| 2017 | The Glass Castle             | Lori jovem               |                |
| 2019 | Eli                          | Haley                    |                |
| 2021 | Fear Street Part One: 1994   | Ziggy Berman             | Não creditada  |
| 2021 | Fear Street Part Two: 1978   | Ziggy Berman             |                |
| 2021 | Fear Street Part Three: 1666 | Constance / Ziggy Berman |                |
| 2021 | All Too Well: The Short Film | Ela                      | Curta-metragem |
| 2022 | Dear Zoe                     | Tess DeNunzio            |                |
| 2022 | The Whale                    | Ellie                    |                |
| 2024 | A Sacrifice                  | Mazzy Monroe             |                |
| 2025 | O'Dessa                      | O'Dessa Galloway         |                |
| 2026 | Spider-Man: Brand New Day    |                          |                |

### Televisão
| Ano           | Título                    | Papel           | Notas                                    |
| ------------- | ------------------------- | --------------- | ---------------------------------------- |
| 2013          | The Americans             | Lana            | Episódio: "Mutually Assured Destruction" |
| 2014          | Blue Bloods               | Daisy Carpenter | Episódio: "Insult to Injury"             |
| 2015          | American Odyssey          | Suzanne Ballard | 11 episódios                             |
| 2016          | Unbreakable Kimmy Schmidt | Irmã gêmea      | Episódio: "Kimmy Sees a Sunset!"         |
| 2017–presente | Stranger Things           | Maxine Mayfield | Papel principal                          |

## Teatro
| Ano  | Título                      | Papel                              | Notas                |
| ---- | --------------------------- | ---------------------------------- | -------------------- |
| 2012 | Annie                       | Annie, July, Pepper, Duffy, Tessie | Suplente - principal |
| 2015 | The Audience                | Jovem Rainha Elizabeth II          | Principal            |
| 2025 | John Proctor Is the Villain | Shelby Holcomb                     | Principal            |

## Prêmios e indicações
| Ano  | Prêmio                                                 | Categoria                                                                                           | Indicação                   | Resultado | Ref.   |
| ---- | ------------------------------------------------------ | --------------------------------------------------------------------------------------------------- | --------------------------- | --------- | ------ |
| 2018 | Hollywood International Independent Documentary Awards | Melhor Narração (com Joaquin Phoenix, Rooney Mara, Sia, Katherine von Drachenberg e Chris Delforce) | Dominion                    | Venceu    | [ 13 ] |
| 2018 | MTV Movie & TV Awards                                  | Melhor Dupla (com Gaten Matarazzo, Finn Wolfhard, Caleb McLaughlin e Noah Schnapp)                  | Stranger Things             | Indicado  | [ 14 ] |
| 2018 | Screen Actors Guild Awards                             | Melhor Elenco em Série Dramática                                                                    | Stranger Things             | Indicado  | [ 15 ] |
| 2020 | Screen Actors Guild Awards                             | Melhor Elenco em Série Dramática                                                                    | Stranger Things             | Indicado  | [ 16 ] |
| 2025 | Tony Awards                                            | Melhor Atriz em Peça                                                                                | John Proctor Is the Villain | Indicado  | [ 17 ] |